# Rouhunaukko
Rouhunaukko är en fjärd i Finland. Den ligger i landskapet Egentliga Finland, i den sydvästra delen av landet, 180 km väster om huvudstaden Helsingfors.
Rouhunaukko avgränsas av fastlandet i väster, Taipalus och Keräsaari i norr, Livonsaari i öster samt Raumharju i söder. Den ansluter till Mynälahti via Antajankurkku i nordöst och till Tuomaraistenaukko i sydväst.